# 劳埃德·奥斯汀
劳埃德·詹姆士·奧斯丁三世（英語：Lloyd James Austin III，1953年8月8日—），美国陆军退役上將，曾任美国国防部长（第28任）、第12任中央司令部司令，是第一位担任此职的非裔人士。亦曾担任美國陸軍副參謀長，駐伊拉克美軍末任司令。2021年就任喬·拜登政府首任國防部長，成為美国首位非裔防長。

## 經歷

### 成长和教育
奧斯丁1953年8月8日出生于亚拉巴马州莫比尔，在喬治亞州托馬斯維爾长大，1975年在西点军校毕业，获得軍官委任，之后，又相继获得了奧本大學的教育學碩士学位和韋伯斯特大學的工商管理碩士学位，并在陸軍指揮參謀學院和陆军战争学院深造。

### 军事生涯
1975年6月，奥斯汀初任军官，派駐德国，在第3步兵师第7步兵团1营，担任A连步兵排排长和支援连侦察排排长。之后，同参加了步兵军官高级课程。毕业後，奧斯丁前往北卡罗来纳州布拉格堡，在第82空降师第508步兵团2营，担任战斗支援连连长，后调到1旅担任助理作战参谋。
1981年，奥斯汀派至印第安纳州印第安納波利斯，在陆军印第安纳波利斯地区募兵司令部担任作战参谋，之后在一个募兵营担任连长。在完成任职后，他进入奥本大学深造，后获得教育学硕士学位。
之后，奧斯丁至西点軍校担任连战术参谋。之后再次进入学校，这次选择了位于堪萨斯州萊文沃思堡的陆军指挥与参谋学院。
奧斯丁毕业后派赴纽约德拉姆堡，在第10山地师第22步兵团2营，担任作战参谋，之后升任营主任参谋、1旅主任参谋，德拉姆堡的计划训练动员暨安全主任。
1993年，奥斯汀回到了第82空降师，担任505团2营营长，后升任师部作战参谋。并在完成陆军战争学院的学业之后，担任3旅旅长。
短暂擔任旅長后，他調至五角大楼，在聯合參謀部作战處（J3）旗下联合作战科担任科长。完成联合任职经历后，他回到家乡佐治亚，在第3步兵师担任副师长，分管机动，在2003年3月，作为先锋部队前往伊拉克。
2003年9月至2005年8月，奥斯汀担任第10山地师师长，并在阿富汗持久自由行动中，担任180联合特遣队司令。
从2005年9月至2006年10月，回国后在佛罗里达州坦帕市麦克迪尔空军基地，担任中央司令部参谋长。
2006年12月8日，奥斯汀晋升中将，担任第18空降军司令。
2008年2月，奥斯汀再次回到战场，接替雷蒙德·奥迪耶诺担任驻伊拉克多国军司令，指挥152,000名联军部队在伊拉克的行动。并继续兼任第18空降军司令。
2009年8月，奥斯汀再次回到五角大楼，担任联合参谋部主任。
2010年9月1日，他再次接替了接替奥迪耶诺的职务，担任驻伊拉克多国部队司令和驻伊美军司令。
2011年12月18日，作为駐伊美軍末任司令，他完成了任期。并在2012年1月31日出任第33任陆军副参谋长。

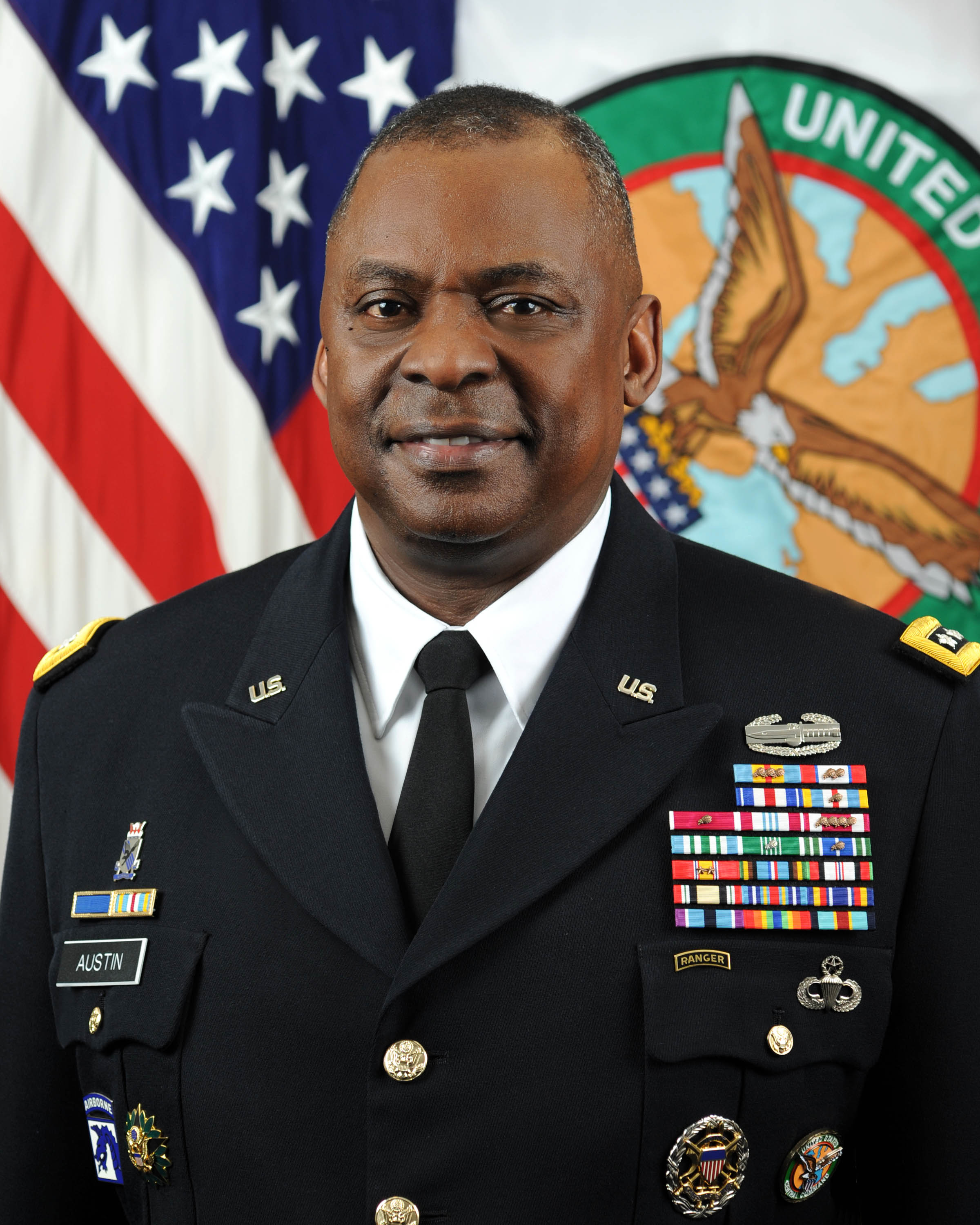
奥斯汀担任中央司令部司令的官方照片

2013年3月22日，奥斯汀担任中央司令部司令。2016年退役。

### 退役
2016年退役後，奧斯丁隨即加入軍武承包商雷神公司董事會，並在2017年以及2018年分別成為紐克鋼鐵公司以及特尼特醫療保健公司董事會成員。

### 国防部长生涯
2020年，总统当选人乔·拜登提名奧斯丁为美国国防部长。提名于2021年1月22日受到参议院通过，成为美国首位非裔国防部长。2022年1月2日，奥斯汀的2019冠狀病毒病病毒检测呈阳性。2022年8月15日，奥斯汀的2019冠狀病毒病病毒检测再次呈阳性。

### 劳埃德·奥斯汀住院争议
2024年1月，奥斯汀因前列腺癌症手术治疗后尿路感染，在沃尔特·里德国家军事医疗中心住院。奥斯汀在重症监护室住了几天，并将权力下放给了他的副手凯瑟琳·希克斯。癌症很早就得到了治疗，奥斯汀的医生表示他的预后“非常好”。
奥斯汀住院之后的几天，国防部没有向总统、国防部高级官员、白宫高级国家安全人员、美国国会议员、媒体或公众透露住院情况。这一保密行为发生在伊朗支持的民兵组织频繁袭击美国军事基地之际，违反了披露内阁成员和美国高级官员医疗问题的正常做法。法律专家还表示，奥斯汀“明显违反”了美国法律，该法律要求行政机构报告高层缺勤情况。
拜登和白宫高级官员在奥斯汀住院三天后才得知这一消息，当时国家安全事务助理杰克·沙利文就在他参加迈尔-亨德森大厅联合基地的一场活动之前被告知，奥斯汀也计划在那里露面。沙利文随后向他的同事和拜登总统转达了这一信息。在奥斯汀住院期间，希克斯在波多黎各度假时“断断续续”履行了国防部长的职责。她也对奥斯汀三天住院一无所知。国防部其他高级文职和军事官员仅仅在奥斯汀向大众公开病情前前两小时才知道奥斯汀的病情，国会仅在病情公开前15分钟才得到奥斯汀病情的通报。
报道国防部的媒体成员，即五角大楼新闻协会代表，批评奥斯汀住院的信息披露缺乏透明度是“令人骇人听闻的”。一些民主党与共和党的国会议员都呼吁奥斯汀因该事件辞职。白宫和国防部已下令对其应对该事件的程序进行审查。
2024年2月11日晚上，奥斯汀再度被送入重症监护病房，接受支持性护理和密切监测。
2024年5月24日，美国国防部表示，奥斯汀当晚在沃尔特·里德国家军事医学中心接受治疗。在此期间其國防部長职能和职责移交给国防部副部长。

## 评价
关于他在伊拉克的任职，时任国防部长帕内塔评价：“奥斯汀将军在伊拉克任职期间，我们的军事转型正处于一个特别重要的时期，他指挥我军部队和装备逐步撤离，同时确保来之不易的安全成果得以保存，也使伊拉克人能够担起保护和管理自己的责任。”

## 荣誉

### 外国勋章奖章
- 二等智者雅罗斯拉夫王公勋章（乌克兰，2022年8月23日公布[23]）